# Конная башня
Конная башня — памятник архитектуры. Расположен в Великом Новгороде, в Юрьевом монастыре, современный адрес — Юрьевское шоссе, 10, стр. 7.
Конная двухъярусная башня выстроена в северо-западном углу в конце 1820-х — начале 1830-х годов. В 1903 году в здании были помещения для сторожа и смотрителя, а также склад при конном дворе.
Тип постройки — «восьмерик на четверике». Восьмерик завершается крупным гранёным куполом и главкой с крестом, у двухэтажного четверика есть подвал, который ранее освещался через щелевидные окна. На первом этаже три больших окна с арочным верхом, на третьем — круглые окна. Для создания симметрии вместо части окон сделаны ниши. У восьмерика четыре окна, чередуются широкие и узкие простенки. Карнизы обеих частей здания украшены фризом из малых трёхлопастных ниш.
Войти в башню можно из помещения с востока, тут же расположена лестница. У подвала свод коробовый с распалубками, у 1-2 этажей своды лотковые, у восьмерика — восьмигранный свод.
Во время Великой Отечественной войны у здания была повреждена глава, кладка стен, утрачены заполнения окон и дверей. В 1950-х годах П. И. Анисимова провела обмеры, в 1956—1957 годах памятник был восстановлен по проекту Д. М. Федорова.